# 日本空手道松濤會
特定非営利活動法人日本空手道松濤會（にほんからてどうしょうとうかい）は、日本の空手団体。流派は松濤館流（しょうとうかんりゅう）。

## 概要
1939年（昭和14年）1月、船越義珍を中心とした有志一同により松濤館という雅号の道場が豊島区目白雑司ヶ谷に創建されたが、戦災により焼失した。
1948年（昭和23年）、船越の門弟達が中心となって日本空手協会が結成、船越はその初代最高師範に就任した。
1955年（昭和30年）、日本空手協会本部道場が完成、その開所式に船越は出席した。しかし、協会から独立した廣西元信ら松濤会所属の門弟達に遠慮して、中立な立場でいたいと考えた船越は、この道場にはその後出向かなかったと言われている。
戦後、このような流れの中、空手が競技化されるなどスポーツへの道を進む中で、船越義珍の長男である船越義英は、父・義珍が死去した後、船越義珍の遺訓（「型に忠実であれ、空手に試合はないのだ」）を守るべく、日本空手道松濤會第二代会長に就任した。
松濤會第二代会長の船越義英逝去の後、江上茂と当時松濤會理事長に就いた廣西元信は松濤館再建に着手し、
1976年（昭和51年）1月に港区芝浦に日本空手道松濤會本部道場松濤館を再建した。松濤會館長には江上茂が就任した。
1995年（平成7年）に高木丈太郎が松濤館館長に就任以来、館長稽古と銘打って有段者を対象に稽古する機会を作った。
2003年（平成15年）8月に墨田区菊川に松濤館が移転した。
2016年（平成28年）3月、髙木丈太郎館長が逝去（享年88歳）。
2016年（平成28年）7月、松濤館館長に瀧田良徳、松濤會理事長に中尾秀光が就任した。
所属している大学の主要校としては、中央大学、専修大学、学習院大学、成城大学等がある。

## 信条
「型に忠実であれ、空手に試合はないのだ」という船越義珍の遺訓を遵守し、「型」稽古を重視した稽古体系を守っている。

## 歴代最高師範・首席師範
- 船越義珍